# Великоселецька загальноосвітня школа I-II ступенів
Великоселецька загальноосвітня школа І-ІІ ступенів — загальноосвітня школа, розташована у с Великоселецьке ( Оржицький районПолтавської області).

## Загальні дані
Сьогодні в школі навчається 35 учнів, працює 13 учителів. Із них 7 учителів 1 категорії, 2 учителі 2 категорії, 1 учителі мають категорію «спеціаліст». Учителі  і учні  школи  є учасниками  республіканських  конкурсів. У 2013 р. школа  нагороджена  Дипломом Лауреата  Міжнародного  конкурсу шкільних  медіа  (Національна спілка  журналістів  України). 

## З історії шкільництва і школи

### Початок навчального процесу
Навчальний процес на селецькій землі розпочався ще у ХУІІІ сторіччі, коли у селах працювали козацька школа та школа грамоти. У другій половині ХІХ сторіччя у Великоселецькому  відкривається церковно-приходська школа, а з 1879 року – земська школа. Згодом, у 1904 році, земська школа відкривається і в Малоселецькому.
Селецькі  вчителі – Куць Поліна Федорівна (завідувачка школи у Великоселецькому), Гуляниціна Лідія  Августинівна,  Андрущенко Василь  Андрійович, Андрущенко Леоніла Миколаївна, Рева Горпина Федорівна, Федоренко Любов Яківна, Кривохижа Любов Йосипівна,  Шиян Марія Іпатіївна, Кривенко Любов Григорівна, Федоренко Степан Савович – зуміли виконати своє головне завдання: за будь-яких  умов забезпечити отримання  початкової освіти в селах.
Розвиток соціально-господарських процесів у селах надав можливість вже у другій половині 30-х років  відкрити Великоселецьку семирічну школу та  забезпечити стабільну роботу Малоселецької початкової школи, навчання в яких у 1941 році перервала Велика Вітчизняна війна.
Після  звільнення сіл від фашистської окупації  робота освітян була поновлена у 1944 році. Поступово здійснювалися дитячі мрії  повернутися за шкільні парти.
Саме у цей час до Великоселецької школи прийшла вчителювати Ганна Дементіївна Бережна. Справжній фахівець своєї справи, вона протягом десятиріч викладала   юним учням українську мову й літературу. У 1966 році вона була призначена директором школи і залишалася на цій посаді до виходу на пенсію у 1976 році.  
У  1946 році після  лікування  у госпіталі  повертається  до рідного села Микола Федорович Бережний – професійний освітянин, він пройшов усю війну,  нагороджений орденами Слави ІІ і ІІІ ступенів,  орденом  Великої Вітчизняної війни І ступеня, численними медалями.  Рік попрацювавши головою ревізійної комісії у колгоспі, відчув,  що більше потрібен  школі. З 1948 року і до виходу на пенсію у 1970 році він працює вчителем математики Великоселецької школи.                      Скільки їх, юних селечан, вдячні і Миколі Свиридовичу Степаненку, учаснику війни. Підтвердження свідомого професійного вибору – 30 років славетного трудового життя, яке присвятив він школі у Селецькій.
Оржицьку середню школу зі срібною медаллю закінчив Єрьомін Василь Макарович, із золотою – Кривенко Єлизавета Куксіївна, Ярмош Ніна Антонівна, Недолужко Тамара Сергіївна, Тараненко Надія Яківна, Матяр Анжела Олексіївна та інші селечани.
Багато випускників вступали до спеціалізованих училищ і поверталися у село справжніми  спеціалістами – механізаторами, водіями, трактористами, комбайнерами, агрономами, ветеринарами, вчителями, економістами.  З  великою вдячністю згадують своїх перших учителів: Надію Іванівну Степаненко, Григорія Івановича Супруненка, Галину Яківну Заградську, Лідію Іпатіївну Кирпань, Тамару Хомівну Степаненко, і багатьох інших, адже вони розкривали юним селечанам  різнобарвний світ знань, готували до перших кроків у самостійному житті, не шкодуючи для цього ні часу, ні вміння. Вимогливими, але чуйними і справедливими завжди були вони по відношенню до вихованців, за що ті  безмежно поважали і любили їх.
Завдання початкової та середньої  освіти  ставали все складнішими. Для їх успішного виконання потрібні були справжні професіонали, люди, які б могли вдало поєднати організаторські  здібності, професійні якості, велику любов до людей та до рідної землі.  Для селечан такою людиною став Олександр Андрійович Касяненко.  Він народився в селі Малоселецьке у родині з давнім козацьким корінням.  Навчаючись у Полтавському педагогічному інституті, маючи досвід роботи піонервожатим, Олександр Андрійович Касяненко  у 1974 році стає вчителем історії Великоселецької школи, а вже через два роки він займає посаду директора і працює на ній до  2002 року.

### Сучасна  школа
1981 рік.  День  відкриття нової  школи залишився особливим для всіх селечан. Приміщення новозбудованої двоповерхової школи, розрахованої на 192 учнівських місця, привітно, з запахом свіжої фарби зустріло дзвінкоголосих дітлахів.
З  2002 року школу  очолює Кирпань Катерина  Іванівна. До  цього 15  років  працювала на   посаді  заступника директора  з  навчально-виховної  роботи даної школи. За роки  керівництва Катерини  Іванівни імідж  школи  значно зріс.  Учителі  і учні школи  є  учасниками республіканських  конкурсів. У  2013 році  - 1  місце у  фіналі  Національного етапу  Y1 Міжнародного  екологічного конкурсу  «Здоров’я  може бути  смачним», 2  місце у Міжнародному  фестивалі-конкурсі  дитячо-юнацької  журналістики «Прес-весна  на  Дніпрових схилах». У 2013 р.  школа  нагороджена Дипломом  Лауреата  Міжнародного конкурсу  шкільних  медіа (Національна  спілка  журналістів України). Вчитель початкових класів Кропивка Віра Володимирівна  постійно друкується  в республіканському журналі «Початкова  школа»
            Під  керівництвом  Кирпань К.І. школа  тісно співпрацює  з  базовим господарством  СТОВ  «Селецька», яке  надає  величезну допомогу  в матеріальному  і  фінансовому плані.  
           Школа  втілює  проект «Громадсько  активна  школа». Стан  позитиву  діяльності школи  постійно  висвітлюється в  засобах  масової інформації.     

### Відомі випускники
- Микола Іванович Степаненко — вчений, доктор філологічних наук, професор, лауреат премії Панаса Мирного.
- Віктор Юрійович Стрельніков — Доктор педагогічних наук, доцент кафедри культурології та історії Полтавського університету споживчої кооперації України.
- Гнатко Василь Петрович — талановитий різьбяр по дереву, соліст хору "Яворівщина".